# Uzaki-chan Wants to Hang Out!
Uzaki-chan Wants to Hang Out! (jap. 宇崎ちゃんは遊びたい！ Uzaki-chan wa asobitai!, dosł. „Uzaki chce się bawić!”) – manga autorstwa Take, publikowana w serwisie internetowym Dra Dra Sharp firmy Niconico Seiga od grudnia 2017. Na jej podstawie studio ENGI wyprodukowało serial anime, który emitowano od lipca do września 2020. Drugi sezon był emitowany od października do grudnia 2022.

## Fabuła
Hana Uzaki odkrywa, że jej dawny kolega z liceum, Shinichi Sakurai, uczęszcza na tę samą uczelnię co ona. Ku jej zaskoczeniu zauważa, że po upływie roku Shinichi stał się samotnikiem i prowadzi ciche, pozornie leniwe życie. Przekonana, że to przez jego introwertyczną naturę lub odstraszającą aurę, Hana postanawia działać. Uznała taki styl życia za niedopuszczalny – i zamierza to zmienić. Zdeterminowana, by wprowadzić więcej zabawy do jego codzienności, zaczyna spędzać z nim każdą wolną chwilę, niemal nie odstępując go na krok. Czy Shinichi zdoła przekonać Hanę, że naprawdę woli samotność, czy też ulegnie jej urokowi?

## Bohaterowie
- Hana Uzaki (jap. 宇崎 花 Uzaki Hana)

Seiyū: Naomi Ōzora 
- Shinichi Sakurai (jap. 桜井 真一 Sakurai Shin’ichi)

Seiyū: Kenji Akabane 
- Ami Asai (jap. 亜細 亜実 Asai Ami)

Seiyū: Ayana Taketatsu 
- Itsuhito Sakaki (jap. 榊 逸仁 Sakaki Itsuhito)

Seiyū: Tomoya Takagi 
- Mistrz (jap. マスター Masutā)

Seiyū: Yōsuke Akimoto 
- Tsuki Uzaki (jap. 宇崎 月 Uzaki Tsuki)

Seiyū: Saori Hayami 
- Yanagi Uzaki (jap. 宇崎 柳 Uzaki Yanagi)

Seiyū: Seina Kato 
- Kiri Uzaki (jap. 宇崎 桐 Uzaki Kiri)

Seiyū: Yūko Sanpei 
- Fujio Uzaki (jap. 宇崎 不二夫 Uzaki Fujio)

Seiyū: Hideo Ishikawa 
- Haruko Sakurai (jap. 桜井 春子 Sakurai Haruko)

Seiyū: Miki Itō 
- Shirō Sakurai (jap. 桜井 志郎 Sakurai Shirō)

Seiyū: Tomokazu Sugita 
- Nodoka Sakurai (jap. 桜井 のどか Sakurai Nodoka)

Seiyū: Reina Nagao 

## Manga
Pierwszy rozdział mangi ukazał się 1 grudnia 2017 w serwisie internetowym Dra Dra Sharp firmy Niconico Seiga. Następnie wydawnictwo Fujimi Shobō rozpoczęło zbieranie rozdziałów do wydań w formacie tankōbon, których pierwszy tom ukazał się 9 lipca 2018. Według stanu na 7 marca 2025, do tej pory wydano 13 tomów.
| Nr | Data wydania (język japoński) | ISBN (język japoński)  |
| -- | ----------------------------- | ---------------------- |
| 1  | 9 lipca 2018                  | ISBN 978-4-04-072779-0 |
| 2  | 8 lutego 2019                 | ISBN 978-4-04-073095-0 |
| 3  | 9 lipca 2019                  | ISBN 978-4-04-073260-2 |
| 4  | 7 lutego 2020                 | ISBN 978-4-04-073499-6 |
| 5  | 9 lipca 2020                  | ISBN 978-4-04-073712-6 |
| 6  | 9 marca 2021                  | ISBN 978-4-04-074013-3 |
| 7  | 6 sierpnia 2021               | ISBN 978-4-04-074205-2 |
| 8  | 9 marca 2022                  | ISBN 978-4-04-074458-2 |
| 9  | 9 września 2022               | ISBN 978-4-04-074675-3 |
| 10 | 9 marca 2023                  | ISBN 978-4-04-074907-5 |
| 11 | 8 grudnia 2023                | ISBN 978-4-04-075236-5 |
| 12 | 9 lipca 2024                  | ISBN 978-4-04-075514-4 |
| 13 | 7 marca 2025                  | ISBN 978-4-04-075831-2 |

## Anime
Adaptacja w formie telewizyjnego serialu anime została zapowiedziana 3 lutego 2020. Seria została zanimowana przez studio ENGI i wyreżyserowana przez Kazuyę Miurę. Scenariusz napisał Takashi Aoshima, postacie zaprojektował Manabu Kurihara, a muzykę skomponował Satoshi Igarashi. 12-odcinkowy serial był emitowany na antenie AT-X i w innych stacjach od 10 lipca do 25 września 2020. Prawa do streamingu serii nabyło Funimation, a następnie Crunchyroll.
25 września 2020, krótko po wyemitowaniu ostatniego odcinka pierwszego sezonu, ogłoszono powstanie kontynuacji. Drugi sezon, zatytułowany Uzaki-chan Wants to Hang Out! ω, był emitowany od 1 października do 24 grudnia 2022.

### Ścieżka dźwiękowa
| Nr             | Tytuł                       | Wykonawcy          | Źródło   |
| Czołówka       | Czołówka                    | Czołówka           | Czołówka |
| -------------- | --------------------------- | ------------------ | -------- |
| 1              | „Nadamesukashi Negotiation” | Kano i Naomi Ōzora | [ 5 ]    |
| 2              | „Ichigo Ichie Celebration”  | Kano i Naomi Ōzora | [ 28 ]   |
| Napisy końcowe |                             |                    |          |
| 1              | „Kokoro Knock”              | YuNi               | [ 29 ]   |
| 2              | „Happy Life”                | MKLNtic            | [ 8 ]    |

## Odbiór
W 2018 roku seria zajęła 10. miejsce w konkursie Next Manga Award w kategorii manga internetowa.